# Paolo Maddalena
Paolo Maddalena (Nápoles, 27 de marzo de 1936) es un jurista, magistrado y académico italiano, que ha ocupado el cargo de juez constitucional.

## Biografía

### Actividad didáctica y científica
Inmediatamente después de graduarse (Universidad de Nápoles en 1958), Maddalena comenzó actividades de enseñanza e investigación en el campo del derecho romano, como asistente de Antonio Guarino. Es conferenciante libre en instituciones de derecho romano desde 1971, tras su ingreso en la judicatura orientó sus intereses hacia el derecho administrativo y constitucional. Los principales resultados en este sector se relacionaron con una nueva configuración de la responsabilidad administrativa y la tesis de la reparación del daño ambiental público. 
Después de ser maestro durante algunos años en la Universidad de Pavía, junto a su compromiso como magistrado, de 1991 a 1998 fue titular de la cátedra Jean Monnet Derecho comunitario europeo para el patrimonio cultural y ambiental en la Universidad de la Tuscia en Viterbo. En este período también se ha ocupado, en numerosos escritos, de los perfiles institucionales y jurídicos de la Unión Europea. 
Presidente de la asociación de promoción social Implementar la Constitución desde 2017. 
Desde el 5 de septiembre de 2019 es el jefe del Consejo de Deuda del Municipio de Nápoles (Auditor).

### Compromiso en el poder judicial
Maddalena ingresó al Poder Judicial del Tribunal de Cuentas en 1971. Después de un largo período en el Ministerio Público, en el último período, a partir de 1995, fue Fiscal Regional de Lazio del poder judicial contable. Supo aplicar las tesis que proponía en un contexto científico tanto colaborando en la realización de numerosas investigaciones, en particular sobre temas medioambientales, como realizando distintos tipos de encargos. Entre otras cosas, formó parte del grupo de Ecología y Territorio instalado en la Corte Suprema de Casación, y fue Jefe de Gabinete del Ministro de Educación Pública Gerardo Bianco (1989-1991) y Jefe de Gabinete Legislativo del Ministerio de la Ambiente ..
Tras una dilatada carrera en la que compaginó actividades de estudio e investigación en los campos del derecho romano, derecho administrativo y constitucional y derecho ambiental con las funciones de magistrado, culminando con el nombramiento de presidente de sección del Tribunal de Cuentas, el 17 de julio de 2002 fue elegido miembro del Tribunal Constitucional en la parte reservada a la magistratura contable. Asumió sus funciones tras ser juramentado el 30 de julio del mismo año.
El 10 de diciembre de 2010 fue designado Vicepresidente de la Corte por el recién electo Presidente Ugo De Siervo, cargo en el que fue reconfirmado el 6 de junio de 2011 por el recién electo Presidente Alfonso Quaranta. Entre el 30 de abril de 2011 y el 6 de junio del mismo año desempeñó las funciones de Presidente de la Corte. Su mandato ante la Consulta finalizó el 30 de julio de 2011.

### Otras asignaciones
El 1 de abril de 2014 fue nombrado experto libre por el alcalde de Messina Renato Accorinti, para las políticas de jurisdicción constitucional para los bienes comunes. En 2016 expresó posiciones cercanas al movimiento No Cav, poniéndose del lado de la protección de los Alpes Apuanos.
El 16 de enero de 2022 fue propuesto por 40 parlamentarios, en su mayoría del Movimiento 5 Estrellas como candidato a la elección del Presidente de la República Italiana en 2022.

## Honores
Orden al Mérito de la República Italiana

## Obras
- Gli incrementi fluviali nella visione giurisprudenziale classica, Napoli, Iovene, 1970.
- Responsabilità amministrativa, danno pubblico e tutela dell'ambiente, Rimini, Maggioli, 1985.
- Danno pubblico ambientale, Rimini, Maggioli, 1990. ISBN 88-387-9003-5.
- L'ambiente valore costituzionale nell'ordinamento comunitario, in Il processo costituente in Europa. Dalla moneta unica alla cittadinanza europea, a cura di Marco Mascia e Antonio Papisca, Bari, Cacucci, 2000. ISBN 88-8422-009-2.
- La famiglia, garanzia della dignità dell'uomo, in Giovanni Paolo II, le vie della giustizia. Itinerari per il terzo millennio. Omaggio dei giuristi a Sua Santità nel XXV anno di pontificato, a cura di Aldo Loiodice e Massimo Vari, Roma-Citta del Vaticano, Bardi-Libreria editrice vaticana, 2003. ISBN 88-88620-08-7.
- La giurisprudenza della Corte Costituzionale in materia di tutela ambientale, in Energie rinnovabili e compatibilità ambientale, Santarcangelo di Romagna, Maggioli, 2009. ISBN 978-88-387-5285-8.
- Quello che si deve sapere della Costituzione della Repubblica italiana, Napoli, Iovene, 2010. ISBN 978-88-243-1922-5.
- Il diritto dell'ambiente. Una riflessione giuridica sulla difesa ecologica del pianeta, Napoli, La scuola di Pitagora, 2012. ISBN 978-88-6542-103-1.
- Dialogo sulla Costituzione. Dibattito con Paolo Maddalena, a cura di Gianluigi Ceruti, Pisa, ETS, 2013. ISBN 978-88-467-3553-9.
- Il territorio bene comune degli italiani. Proprietà collettiva, proprietà privata e interesse pubblico, Roma, Donzelli, 2014. ISBN 978-88-6843-054-2.
- Gli inganni della finanza. Come svelarli, come difendersene, Roma, Donzelli, 2016. ISBN 978-88-6843-476-2.
- Il diritto all'ambiente. Per un'ecologia politica del diritto, con Franco Tassi, Napoli, La scuola di Pitagora, 2019. ISBN 978-88-6542-589-3.
- La rivoluzione costituzionale. Alla riconquista della proprietà pubblica, Santarcangelo di Romagna, Diarkos, 2020. ISBN 978-88-361-6065-5.